# 民主史
民主的歷史要追溯至史前的時期，以及民主在17世紀的重新出現，並不斷發展直至今日。現代民主國家的特徵是兩點，以從根本上區別於較早的政府形式：調停自身社會的能力和通過民族主權國家間的國際法框架承認其主權。「民主」這個詞在中文裡早就有，它指君主（如「天惟時求民主，乃大降顯體休命於成湯」，《書·多方》）或官吏（如「僕為民主，當以法率下」，《三國志·吳志·鍾離牧傳》），其含意與今天講之「民主」不同:1。
民主政府通常與寡頭和君主制相比，後者分別由少數寡頭和獨裁君主統治。
民主通常與城邦國家（如古希臘）與羅馬共和國有關，18世紀的民主主義者試圖將這些早期的民主實驗運用為代替傳統君主制的新政治組織的模板，民主制變成了未來300年的主要政治制度。二戰後帝國的最後遺跡被逐漸拆除以來，民主的理想與製度所催化的關鍵歷史主導了國際格局。
現代代議制民主試圖通過社會契約彌合與霍布斯的自然狀態之間的鴻溝。社會契約體現了公民的權利，限制政府的權力，並通過選舉權授予了代理權。

## 起源

### 早期民主
最早的民主形式可能是源於史前的部落。這些有著血緣和婚姻關係的人民部落，通常指派部落中最老的成員擔任領導人。當部落逐漸擴大時，便發展出了一種由各家族的長者共同統治的方式。這種過程開始與宗教產生連結，並且可能發展為民主或不民主的制度。然而，早期的政府可能的確存在民主制度。易洛魁聯盟便是部落民主的例子之一，而且可能在書面記載的時代前便已存在。考古學也發現民主存在於美索不達米亞和腓尼基的小型國家中。

### 古希臘

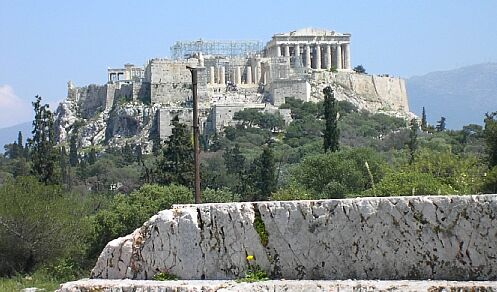
位於普尼克斯山（Pnyx）上的演講台，在雅典民主的黃金時期這裡是政治權力鬥爭的主要地點。上至狄摩西尼、伯里克利等政治家，下至數不盡的普通市民們，都會在這裡發表演講。後方高山上的建築物是雅典衛城的帕提农神庙，神殿所供奉的是雅典的守護神雅典娜女神，俯瞰山下便能見到她的子民們之間的互相爭論。

我們今天使用之「民主」一詞源於希臘文兩個字，一個是古希臘語：（demos），意指人民或者是公民，一個是古希臘語：（cracy），意指某種公共權威或統治:1-2。西文裡「民主」（古希臘語：或英語：）就是demo加cracy，其含意是「統治歸於人民」或人民主權:2。由全體人民（而不是他們選出之代表）平等、無差別參與國家決策和管理國家，是民主最原始、簡單之含義:2。但是今天講民主時往往都背離「民主」之原意:2。
「民主」來自希臘文，作為一種政治體制，民主發源於古希臘:2。被用來形容西元前五世紀，希臘城邦中的一種政治制度。有些城邦國家當時就推翻暴政，開始採取民主政體，也就是由人民來進行統治:3。有證據顯示希俄斯島早在前575至前550年之間就出現公民之議會和大會，大概是第一個採取民主政體之地方:3。在之後一個世代裡，民主領袖厄菲阿爾特（Ephialtes） 推行通過了一項法案，嚴厲限制了雅典貴族會議的權力，除去了貴族們的特權。
至於最著名之雅典民主，據記載出現於公元前508年，延續至公元前323年，也就是雅典城邦被馬其頓擊敗之時:3。只有年滿20歲之雅典男子才可能具有公民資格:3。女性、男性奴隸和外邦人都不是公民:3-4。在雅典全盛時代，據測算，享有充分權利之公民總數約有4萬人，他們妻兒約有5萬人，還有4萬左右外邦人，以及35萬左右奴隸:4。公民人數大概只有十分之一左右，雅典民主僅僅是極少數「公民」享有之民主，是排斥絕大多數人之民主；雅典民主政治所謂「多數人的統治」實際上是建立在奴隸制基礎上、極少數人之統治:4。亞里士多德在《政治學》中把「公民」定義為「有權參加議事和審判職能的人」，即一個人必須具備兩種權利才能叫公民：一種是作為陪審員他有權利參加審判，審判他人有罪還是無罪；一種是他有權利參加統治，或者他有權被人選為治理國家之官員:3。
雅典的民主以抽籤的方式選出政府官員，但政事的決定則是由多數決統治的。所有男性的雅典公民集合起來投下他們的決定（可以與直接民主相比較）。由抽籤選出的政府官員並沒有最後決定的權力—在古雅典人看來，將決策權力給予政府官員意味著奪走人民的權力，將會使國家走向寡头政治。民主代表人民有著在決策和決策選舉上的平等權力，而不是選出某些人來進行決策（亦即代議政制）。
公民大會是雅典城邦國家之最高權力機構，負責審議並決定一切國家大事；另一個是五百人議事會，是公民大會附屬機構，負責政體之日常運作；第三個是民眾法庭:4。公民大會不是由公民選舉出來之代表組成，而是全體公民都能參加之大會；公民大會可以討論和表決雅典生活，並沒有嚴格之「公」、「私」區別；公民大會相當頻繁，每年至少要召開40次大會，每次會期是5個小時，所有合法之公民均有權在大會上發言，闡明自己之主張，並參與辯論和表決，雅典人稱此為「平等的發言權」；公民大會必須達到法定最低人數才能開會，一般認為至少要有6,000人來開會才是合法，因為當時規定一些法律至少需要6,000票方能獲得通過，如果太少人參加，就派警察到各家各戶把人抓去開會:4-5。當時民主不僅是權利，而且是一種義務:5。公民大會的權力幾乎不受監督和限制，唯一的例外是graphe paranomon（也是由大會所投票創立的）的概念—規定大會不能通過互相矛盾的法案。
五百人議事會只是公民大會常設機構，任何公民都有權經五百人議事會向公民大會提出建議與議案；在公民大會休會期間，議事會是大會最高權力之代表，負責監督行政官員落實決議；議事會每天都在雅典亞哥拉市集中之大會堂內召開會議，只有節日和不吉利之日子除外，所以議事會每年至少要開260天會:6。當時雅典有10個部落，每個部落可以產生50位議員，議事會500位成員就此產生；議員不是選舉出來，而是從年滿30歲之自願候選人中抽出來；原始抽籤方式是在預先準備好之罐子中放入與其席位相等之白豆和一定數目之黑豆，凡抽到白豆者為議員；公元4世紀以後，抽籤石盤代替抽籤罐；五百人議事會議員任期一年，不得連任，每個公民一生也最多只可以擔任兩次議員，其目的是讓盡可能多之公民直接參與國家管理:6。最初，議員完全沒有津貼，純粹盡義務；後來才變成有給職，亞里士多德時期是每天5個奧波爾，而一個工匠一天至少可賺一個德拉克馬（一個德拉克馬等於6個奧波爾），熟練工更可賺到2至2.5個德拉克馬；所以，議員薪酬不過是象徵性補貼:7。對擔任公職的人支付薪資是雅典的民主原則。但相較於現代的政治家和公僕的所得，雅典支付的薪資相當低，大約等同當時無須特殊技能的勞工的所得。這表示了掌控權力者的收入和一般社會底層相同，不會因為擔任政治職務而增加。
為避免機構臃腫降低工作效率，議事會內部進一步以部落為單位設制十組五十人團，每組在一年十分之一時間裡（35天或36天）服務，輪流執掌雅典政務:7。十個部落擔任五十人團之次序由抽籤決定:7-8。當政之五十人團則每天抽籤選出一人擔任主席，其職責是全日待命以應付突發事件，主持該日之五百人會議；如果當日舉行公民大會，他也必須負責主持公民大會:8。主席任職期限為一天一夜，不得延長，且一個公民一生中只能擔任一次:8。
雅典的民主制度對於參與大會必須的公民權利也有嚴格限制，使得一半以上的人口被排除在外。只有男性、成年人、非奴隸、和公民後裔的雅典人才能取得公民權利。也因此，孩童、奴隸、外國人和外國僑民—加起來超過雅典一半人口—都沒有參與大會的權利。
公元前400年前後，議事會又創新制度，設立九人委員會；在公民大會或五百人議事會開會之日，當值之五十人團主席以抽籤方式從其他九個部落各選出一人，再以抽籤選出其中一人為總主席；九人委員會之主要職責是檢查五十人團擬訂之議程:8。制度安排象徵着議事會是全體公民之代表，體現部落平等，因為九人名成員來自另外九個部落，每一任主席團實際上包括所有十個部落之代表；打破某一個部落壟斷權力，防止權力過於集中:8。
民眾法庭一切由人民多數才算數，當時沒有專業法官，也沒有律師；如果有人被控犯法，就要由200多名公民組成民眾法庭進行審判，他們既是陪審員，也是審判員，並且根據多數票來斷案:8-9。所有30歲以上之公民都應該履行當陪審員之義務；如果他擔任陪審員耽誤工作，收入減少，就要補償:9。陪審員不是選出來，而是隨機抽籤產生；陪審員雖然不是專業法律人士，但作用很大，判斷一個人是否有罪，法官則依據法律決定刑罰:9。
雅典的陶片放逐法要經過公民大會兩次投票，第一次投票決定當年是否需要實施放逐，如贊成公民達到6,000人，則擇日啟動第二次投票，確定具體放逐何人；第二次投票時，投票者在選票——陶罐碎片——較為平坦處，刻上他認為應該被放逐者之名字，投入票箱；得票最多者即為當年放逐之人選，放逐期限為10年（一說為5年）；被放逐者無權為自己辯護，須在10日內離開城邦；直到放逐期滿，被放逐者回城後，才恢復其公民權和財產權:9。陶片放逐法之主要目的是防止出現危及民主制度之個人權威，因此「當選」人往往是最有聲望者，如雅典著名政治家、軍事家阿里斯提德:9。據說在投票當天，一個目不識丁之市民請求阿氏幫他在陶片寫下「阿里斯提德」之名字；阿里斯提德隨即問那個市民何以要放逐他，市民答：「他沒有做錯什麼，我甚至還不認識這個人；不過，我實在討厭到處聽到人們稱贊他為『公正之士』。」:9-10
在雅典的黃金時期前5世紀，雅典的霸權遍佈希臘城邦，雅典人也鼓勵將民主制度流傳至國外。這使得許多雅典的同盟和隸屬國家也採納了準民主的制度。不過在前5世紀爆發的伯罗奔尼撒战争中，由雅典領導的民主國家同盟與斯巴达領導的同盟互相對抗。最後斯巴達獲勝，並廢除了所有希臘城邦的民主制度。雅典人在不到1年之內便又恢復了民主制度，但卻不再將民主流傳至國外了。
雅典民主具有兩面性，就民主的「民」而言，雅典民主有很大局限性，因為那時能做「主」的「民」只是人口極少數；就民主的「主」而言，當時的「民」的確能在很大程度上做「主」:10。雅典民主沒有選舉產生之政府，當時絕大多數議員和官員都不是選舉出來，而是隨機抽籤產生；雅典民主沒有代議制機構，因為它實行公民直接參與，而不是依靠少數代議士充當中間環節；雅典民主沒有政黨，無論中外，政黨制度剛產生時曾受到人們廣泛置疑，大家都認為政黨不是一個好東西，直到20世紀上半葉才開始有人講政黨是民主體制必需:10。
上百個希臘城邦都採納了民主制度，但他們民主制度的運作情況則沒有留下太多資料。之中許多是仿效雅典民主的，有證據顯示希俄斯島在前575年便已經擁有民主制度，甚至還早於雅典。亚里士多德在討論不同的民主制度時，曾談起一種由人們選舉出代議士、而沒有直接控制立法和執政的制度。這可以被視為代議政制的一種形式。

### 羅馬共和國

#### 共和國的誕生
雅典式民主消亡後，其民主傳統便中斷；有人把公元前509年至公元前27年出現之羅馬共和國看作民主政體，缺乏理論和經驗之證據:11。共和體制原意是「人民的公共事務」；君主制不屬於共和制；羅馬共和時代的人並不願意以「民主」來稱呼自己的體制:11。羅馬共和國之正式名稱是「羅馬元老院和人民」，主要由元老院、執政官、民眾會議三層機構組成；「元老院」是不同於「羅馬人民」之貴族階級；元老院名為咨詢機構，實際上掌握着廣泛實權，是羅馬共和國最高權力之所在，成員只有300人左右，不是抽籤、選舉產生，實行終身制，「羅馬人民」對他們進退沒有任何影響:11。兩位執政官是政府首腦，由百人組會議選舉並經元老院批准，任期一年，十年內不得連任，無薪俸報酬:11。民眾會議並不是一個組織，是由4部分組成：區會議、百人組會議、部族會議、平民會議，作用有限，為貴族把持:12。羅馬共和國根本不是民主，而是貴族共和國；開始是貴族制，後來變成寡頭制:12。
傳說中的羅馬是在前753年建國的。早期的義大利移民伊特魯里亞人構成了遍及義大利的城邦，支配羅馬超過1個世紀；傳說中第一名伊特魯里亞人國王塔克文·布里斯庫在前616年登基，而最後一名國王塔克文·蘇佩布則在前510年遭驅逐，驅逐國王的是一群由盧修斯·朱尼厄斯·布魯特斯領導的貴族。在驅逐了國王後，一套憲法制度被設立了，規定權力由羅馬元老院（公民領導們的集會）所掌握，每年則由百人會議選出兩位執政官一起服務，兩位執政官具有對另一位的裁斷的否決權。
共和國的創立並沒有立刻解決羅馬面臨的問題，因為新憲法尚有許多瑕疵、同時羅馬四周也強敵環伺。在國內，最嚴重的問題之一便是公民領導人家族之間的血腥仇殺，這些家族的鬥爭還波及到其他整個人口，尤其是羅馬的平民。在經過數年衝突後，平民們逼使元老院通過了一系列的法案（十二铜表法），承認了平民的一些權利，並給予平民他們自己的代表—保民官。到了前4世紀，平民也擁有擔任執政官和其他主要政府官職的權利了。
羅馬逐漸成為地中海的霸權。新的省份將大量財富送至義大利，這些財富大多是透過礦坑開採權和大量的奴隸農場所創造的。大量奴隸被運往義大利，富有的地主很快便開始購買這些奴隸來取代原先的農夫。到了前2世紀晚期，造成新的貧富差異與衝突，貧窮的平民要求改革。傳統的共和國憲法體制無法適應帝國的擴展所造成的社會不穩定，在這種背景下，許多強大的將軍開始崛起，從西元前最後一世紀開始，各自號召上層貴族或社會一般平民，各自形成勢力互相爭鬥。

#### 共和國的衰落
提比略·格拉古在前130年代和120年代對於傳統憲法的挑戰揭開了共和國終結的序幕。格拉古的改革政策試圖將公共土地分發給無土地的義大利農夫，但卻造成共和國的大混亂，他自己也因此被殺身亡。下一個突出的人物是马略，他进行了一场军事改革。與一般募兵策略不同的是，馬略所招募的士兵不只包括有土地的公民、也包括無土地的公民—尤其是為數眾多的城市无产阶级。這些人都是在戰爭前因為國家允諾會給予土地而參戰的，但在戰後這些諾言卻無法實現。也因此情況演變成軍隊的指揮官和士兵們團結起來一同爭取政治目標—士兵們要的是土地、而指揮官要的是權力。
馬略所取得的短暫優勢在前80年代被蘇拉所奪去。蘇拉在率軍征討黑海的本都的途中，突然被下令將兵權轉移給馬略，蘇拉不服於是起兵叛變進軍羅馬，造成羅馬市嚴重受損並受到巨大震撼。蘇拉重新掌控東方軍團的指揮權，並且指派忠心於他的傀儡擔任執政官，接著他重新進軍並功克了本都。在蘇拉返回羅馬的途中，許多忠心於馬略的人組成了反對勢力以對抗蘇拉。蘇拉在年輕的龐培和克拉苏的協助下平息了這波反對勢力，成為了羅馬的獨裁官。蘇拉是貴族特權的堅定支持者，在他短暫的掌權期間裡，他撤銷了大量受民眾歡迎的法案，並且將數千名政敵和反對者處死或流亡，通常都沒有經過審判程序。
在蘇拉死後由龐培繼位，在他統治下民主制度獲得一定程度的恢復。雖然龐培受到大眾的歡迎，但他仍面臨兩個主要的政敵：極端富有的克拉蘇和恺撒。三人並沒有馬上展開鬥爭，反而創立了一種被稱為前三头同盟的政治制度。恺撒被授與兩個高盧省份的省長職位（亦即現代的法國）。他展開了一連串開疆擴土的戰役—高盧戰爭，戰爭結果使他獲得大量的新土地和財富，同時他的軍團在經過8年的戰鬥後也成為了一支堅強的勁旅。在前50年，由龐培主導的元老院下令解散恺撒的軍團並將他撤回羅馬接受戰爭犯罪的審判，無法接受這種羞辱的恺撒於是起兵叛變，率領忠誠於他的罗马军团橫渡盧比孔河進攻羅馬。元老院和龐培的部隊無法抵抗身經百戰的恺撒軍團，最後在法薩盧斯戰役中龐培的軍團被徹底摧毀。龐培逃亡至埃及，卻遭埃及人謀殺和斬首。
於是恺撒取得了最高的權力，並被指派為羅馬共和國的終身獨裁官。在短短數年後恺撒便被马可斯·布鲁图斯等人刺殺。恺撒的養子屋大维被元老院授與奧古斯都的封號，使他成為羅馬第一位正式的皇帝。自此羅馬共和國正式終結，開始了羅馬帝國的時代。羅馬帝國繼續不斷的擴展，直到其西部在西元476年被蠻族佔領為止。

### 地區性民主
從羅馬共和國消亡直到18世紀，冰島、斯堪的納維亞、愛爾蘭、斯拉夫、波蘭、意大利、瑞士、佛拉芒、漢薩同盟、英國都出現過某種形式的議會；6世紀以前依信徒擁戴遴選基督教會主教、由紅衣主教團選舉教宗、行會選舉會長、某些議會和城邦裡的選舉等:12-13。不同程度限制皇權、王權、教權、領主權，但議會幾乎由貴族把持，多不具有立法機構之權力與職能；選舉成為極少數人的遊戲，是典型的寡頭制:13。
許多現代民主國家所採用的制度都存在已久。幾乎所有文明都曾在某些改朝換代的時間點上由人民認可他們的新領導人；並且只有在與人民的代表們召開大會協商後才能改變法律。這樣的制度在伊利亚特和奥德赛的年代前便已存在，而現代民主國家往往是源於這些傳統。不過，這些制度產生的結果並非總是普選民主或的，時常是寡头貴族制的，甚至是如佛羅倫斯一般有自由的專制君主制。
不過這些實驗都包括了一定的自由和民主的成分，只是和現代人所理解的民主相差甚遠，而且政績並不理想。
這些早期的制度包括了：
- 印度的潘查耶特制度
- 德國部落的塔西佗制度
- 冰島在西元930年創立的议会制度。由39名（後來55名）族長（goðar）組成，每個族長職位在理論上都可以進行買賣
- 瑞典的議會制度，在每年的2月底或3月初於烏普薩拉召開會議。如同冰島一般，瑞典議會是由法律演講人（lawspeaker）主持，但由瑞典國王進行判決。一個知名的例子發生在1018年左右，國王奧洛夫·舍特康努格希望違背民意對挪威發動戰爭。法律演講人於是以冗長的演講提醒國王權力是屬於人民而非國王的。當國王聽到連週遭士兵也以劍敲擊盾牌響應法律演講人的演講時，他終於打消了發動戰爭的念頭
- 中世紀愛爾蘭的Tuath制度，由地主和職業人士參與當地的大會，這被稱為tuath。tuath的成員都是平民後裔。每年定期舉行一次tuath會議以決定所有公共政策、與其他地區的宣戰或媾和、以及對於新「國王」的選舉—通常是在老國王在世時舉行。新的國王必須擁有前任國王四個世代內的血統，也因此在實際上這是世襲的君權。大約有80至100個tuath遍佈愛爾蘭
- 中世紀義大利的城邦，佛羅倫斯和威尼斯是最為成功的，類似的城邦也在瑞士、佛拉芒、和汉萨同盟出現。這些城邦大多偏向寡頭或貴族而非民主制度。
- 斯拉夫國家的为制会人民議會制度。這後來也成為了波蘭的國會
- 其他歐洲國家的議會制度的崛起，常以大憲章影響最大。

## 現代國家
近代西方国家创建了民主制度以后，民主向世界范围逐步扩展。实行民主制的国家由20世纪初的不少30个，发展到21世纪初的超過100个。

### 古代里程碑
文藝復興人文主義是14世紀末歐洲的一項文化運動，從義大利中部（尤其是佛羅倫斯）開始。這項運動復甦並改善了對於古代語言（主要是拉丁語，其次是希臘語）、科學、哲學、藝術、和詩詞的研究。這些「復甦」是根基於翻譯羅馬和希臘的文字上。他們強調藝術和人的感覺，也代表了對中世紀的謙卑、內省、和被動等價值觀的重大改變。
人道主義運動也試著朝向探索非宗教原則的社會，以反對將政治權力集中在教會的手上。在文藝復興之前，宗教力量已經掌握政治長達一千年之久了。
人道主義者探索古希臘的民主概念，並開始嘗試在現實世界運用它們：

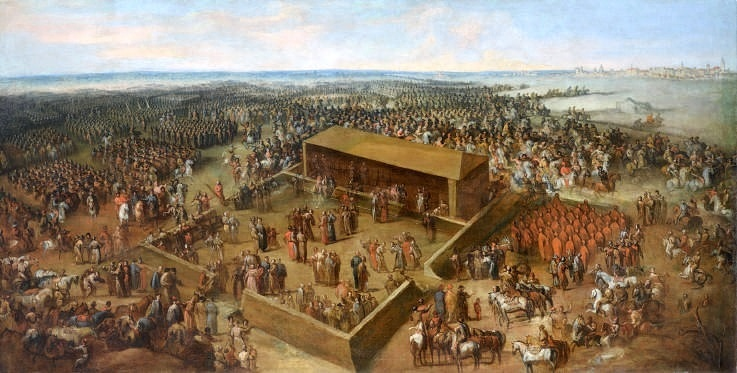
1697年在波蘭的華沙市郊所進行的國王選舉，選舉結果是由奥古斯特二世擔任國王。

- 推廣掌權者應該對選民負責的概念—英國的西蒙·孟福爾，1265年。（雖然當時只有地主被允許投票）
- 在波蘭王國名為黃金自由的貴族民主制度。
- 英国议会制度的崛起：大憲章（1215）限制了掌權者的權力、第一屆國會選舉（1265）、英國內戰（1642-1651）、英國權利法案（1689）。
- 威廉·潘恩在1682年寫下了《宾夕法尼亚施政大纲》一文。向殖民地提出了議會制的立法機構和自由權利的概念。

### 近代里程碑
- 1760年代-1790年代美國發展並運用了共和政治的概念，為美國革命的基礎
  - 1789年批准的美国宪法，和新的美国权利法案
- 1780年代：許多社會運動都運用了「民主」一詞：在比荷盧三國關稅同盟國家裡「貴族」和「民主」之間的政治衝突改變了「民主」一詞在歐洲代表的涵義，原本這一詞被當成和無政府狀態相等的貶义詞，在這之後便成為反對「貴族」的正面用詞了
- 從1790年代晚期開始：英國新的憲法和法案，明確描述將限制掌權者的權力。
- 1791年：海地革命，成為第一個成功的奴隸革命，創建了自由的共和國。
- 1789-1799年：法国大革命。
- 1800年代早期：歐洲政党組織的崛起。
- 將政治權利擴展至各種社会等级：消除針對經濟狀況、性別、種族、和類似的投票限制。
- 1850年代，澳洲首先採納不記名投票的制度，美國在1890年。

### 不記名投票
不記名投票的概念是為了保護投票者的隱私，這在今天被視為是投票制度的基準。不過這種概念在19世紀時還尚未被廣泛接受。在鍍金時代美國是很常見利用記名投票來賄選的。
最早採用不記名投票制度的地區是澳洲，在1856年的選舉中維多利亞州和南澳大利亚州都採用了不記名投票。
不過當時維多利亞州的投票依然沒有徹底保護投票者的隱私，因為選票上的特殊號碼是可以被追溯的。

### 现代民主化浪潮
第一次世界大戰的結束是歐洲民主的暫時勝利，由原先的法國延伸至德國。同樣的，1917年的俄國革命也出現了短暫的社會民主主義制度。不過，到了1930年初期潮流開始轉變，蘇聯在斯大林統治下成為獨裁國家，而在歐洲，大萧条引發了大規模的社會和政治動盪，最終使得法西斯主義得以竄起，也因此引發第二次世界大戰。
第二次世界大戰最終成為西欧民主制度的勝利，戰後西歐國家都建立了代議制的政府以反應人民的普遍民意。不過，中欧和東歐的大量國家成為了蘇聯的卫星国。而在南欧，一些獨裁主義的政權（尤其是西班牙和葡萄牙）仍然繼續存在。
日本在1920年代的大正時期曾短暫的朝向民主制度，但從1930年代直到第二次世界大戰結束為止日本政治都由軍閥所把持。在戰後的同盟國佔領期間，採納日本國憲法，並在1946年舉行選舉。
印度在脫離英國統治後，在1950年代成為民主共和國。去殖民化的過程在非洲國家引發相當大的政治動盪，一些國家的政體經常變動不定。而在東南亞，韓國和越南的政治分裂都導致了內戰，也都牽扯到西方國家、中國、和蘇聯的介入。

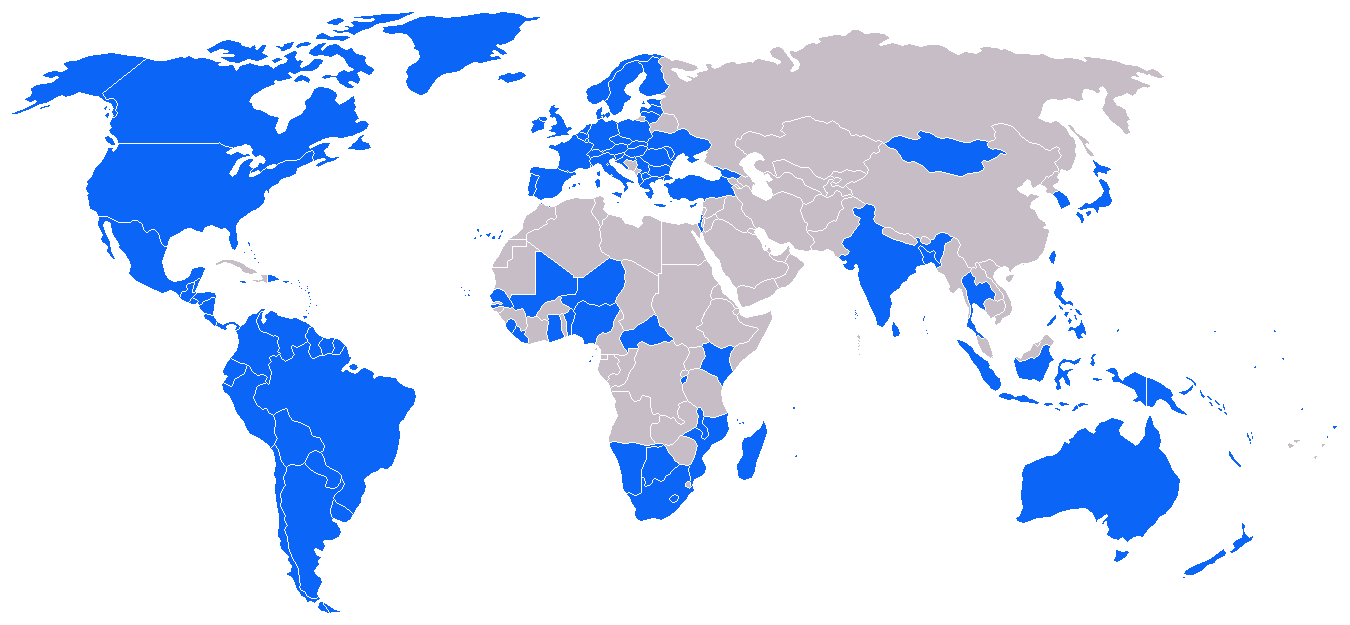
藍色的國家代表擁有民主選舉。出自2006年的[https://web.archive.org/web/20060723041716/http://65.110.85.181/uploads/pdf/essay2006.pdf 世界自由度調查報告

新的民主浪潮在1970年代和1980年代席捲歐洲，南歐、中歐和東歐的國家都逐漸採納代議制的政府。在苏联和其他东欧共产国家，1980年代的经济停滞和对于共产统治压迫的愤怒导致了苏联和其他东欧共产政权的彻底瓦解，也促成冷战的结束，这些国家也都展开民主化和自由化的进程，有的国家已经成为了欧盟的新成员。东亚和南亚的许多国家也在1980年代后期陆续民主化。
而从1990年代起，包括拉丁美洲和東南亞以及一些阿拉伯和非洲國家都逐漸朝向更自由民主的制度。南美洲的一些军事独裁国家在1970年代后期和1980初期转变为民主制度。1990年代民主化浪潮散布至一些非洲国家，其中以南非的表现最为突出。2010年爆发的阿拉伯之春使得阿拉伯世界的政治面貌发生了改变，一些专制、僵化的政府纷纷倒台。
自由之家組織的調查顯示：全世界在1900年時尚沒有任何實行普遍選舉權的自由民主國家，但到2000年時192個國家中已有120個（62%）採取這些制度了。這些數字說明了民主制度在20世紀裡的擴展。

### 当代民主化与挫折
21世紀經全球化和本土化後民主國家數量增加，但仍有一部分國家的民主化遭挫節。
一部分新興的民主國家拒絕為古典自由主義背書，並反對傳統民主大國針對獨裁制國家的干涉主義和帝國主義。而傳統的民主大國經常採用極為苛刻的標準來衡量東歐和拉美的新興民主國家，以很多媒體上的制定的民主指數，視為偽民主並比無政府狀態還差的。
而在民主化上百年的部分西方國家，本身也開始楊棄舊的民主觀點和理論。如發展較代議民主更有代表性的半直接民主和協商民主或審議民主等。
影響傳統民主的先驅大國都發生了民粹主義危機的黑天鵝效應，並把政治從議會回到街頭抗爭上，即國民拒絕自視為民主典範和把祖國神化為全世界發展中國家的標樣，反而要爭取給新自由主義所掠奪的權益，這種民粹主義的做法被某些人認為是民主退潮，但更有人認為是民主的深化。即不再僅著眼於多元政治和非政府人員以對等身分討論，而是廣大的群眾的參與並視即使沒有被授勳的富豪為對手，明顯地反對精英主義。
民主第四波真正的結果，很可能要反思回到民主是什麼的定義?是否應當以民主作為國際戰略的手段?
以下是民主在國際上受到的挫節。
- 拉美的海地1991年民選政府被自由派軍人所推翻，此前部分拉美国家如智利在独裁者皮诺切特的领导下进行了新古典自由主义改革，被認為是美國假借民主之名的殖民主義活動。
- 獨聯體成立後部分成員仍然保持類似蘇維埃體制，如白俄羅斯和土庫曼，而俄羅斯在普京因其強硬作風，在改任總理後再多次連任總統長期掌握權力的做法，被廣泛批評為威權主義。
- 中華人民共和國在改革開放以後廢除了領導人終身制，但習近平出任中共中央總書記後實行個人獨裁統治，在2018年通過修改憲法，恢復了毛澤東時代的領導人終身制[7][8]。
- 東南亞的緬甸民主化在8888民主運動嚴重受挫。雖然在2013年宣告民主化，但在2021年被軍方政變所中斷。同樣在東南亞的泰國因為國王再度干涉政治，而引起了黃衫軍與紅衫軍衝突。
- 阿拉伯之春開始了第四波民主浪潮，但只有少部分國家繼續並民主化過程，更常見反而陷入了阿拉伯之冬或伊斯蘭國動亂。

而當代對民主的新定義下，歐美民主的開始並不是在近代十八九世紀，更不是古希臘羅馬，而是在戰後的民權運動和女性參政權後。而東歐劇變是因共產黨以十八九世紀的資產階級民主為假想敵的誤解，和現實歐美的發展不符合。也意味著民主本身是一不斷發展中的政治文化，而不是一套既成的建制。

### 概念
- 直接民主
- 代議民主
- 自由民主制
- 政治哲學
- 政治体制
- 投票權
- 公民社會
- 民主的種類

### 文件
- 大憲章
- 美国宪法
- 民主指數

### 人物
- 埃德蒙·伯克
- 法蘭西斯·福山
- 托马斯·杰斐逊
- 约翰·洛克
- 詹姆斯·麦迪逊
- 托马斯·潘恩
- 巴斯夸·帕欧里
- 阿马蒂亚·库马尔·森
- 约翰·斯图尔特·密尔
- 尼可罗·马基亚维利
- 让-雅克·卢梭
- 亞歷西斯·托克維爾
- 孙中山

## 深入閱讀
- Charles Tilly, Contention and Democracy in Europe, 1650-2000, Cambridge University Press, 2004, ISBN 978-0-521-53713-1, Google Print

## 外部連結
- 英國選舉 1265-1832 （页面存档备份，存于）（當時只有地主被允許投票）
- 英國議會的發展歷史, 1216-2005 Archive.today的存檔，存档日期2013-01-14
- 民主的世界歷史 （页面存档备份，存于）
- 20世紀歷史導航 （页面存档备份，存于）